# BLACKSEAFOR
BLACKSEAFOR o Black Sea Naval Co-operation Task Group è un gruppo di cooperazione navale costituito da stati rivieraschi del Mar Nero, in seguito ad un accordo siglato ad Istanbul il 2 aprile 2001, con unità navali di Turchia, Bulgaria, Romania, Ucraina, Russia e Georgia.

## Storia
Il gruppo è nato inizialmente per promuovere sicurezza e stabilità nell'area, stringendo relazioni di amicizia e buon vicinato tra gli Stati della regione e la cooperazione tra le rispettive marine. Inizialmente, BLACKSEAFOR effettuava operazione di ricerca e salvataggio e protezione ambientale; dopo gli attentati dell'11 settembre 2001, ha esteso i suoi compiti alla lotta contro il terrorismo.
La BLACKSEAFOR ha effettuato numerose esercitazioni navali congiunte sin dalla sua formazione, ma che hanno registrato anche periodi di sospensione a causa di attriti tra le nazioni partecipanti. La guerra russo-georgiana per il controllo dell'Ossezia del Sud del 2008 ha avuto come conseguenze la decisione da parte della Georgia di sospendere la sua partecipazione alle esercitazioni della Blackseafor e da parte della Russia di rifiutarsi di prendere parte a esercitazioni che avessero coinvolto la Georgia. La partnership è stata sospesa nel 2014 a seguito dei disordini in Ucraina. Nel 2015, dopo che un aereo russo è stato abbattuto dalle forze turche in Siria, la Russia ha sospeso la sua adesione alla Blackseafor.